# International Klein Blue
De kleur International Klein Blue, of IKB, werd uitgevonden door de Franse schilder Yves Klein (1928-1962) in 1956.

## Geschiedenis
Yves Klein was vanaf het begin van zijn carrière als kunstenaar al geïnteresseerd in monochrome schilderkunst en de kleur blauw. Een belangrijk moment uit zijn jeugd was het moment dat Klein samen met twee vrienden, Claude Pascal en Arman, besloot om op het strand van Nice ‘het land’, ‘de lucht’ en ‘de oneindigheid van de blauwe lucht’ te verdelen. Klein kreeg het laatste en benoemde de blauwe lucht van Nice zijn eerste werk.
Toen Klein begon met het maken van zijn eigen monochrome schilderijen, uitte de kunstenaar deze interesse in eerste instantie in meerdere kleuren, zoals te zien in op de schilderijen Untitled Vermilion Monochrome (M 26) (1949) en Untitled Green Monochrome (M 75) (1955-1956). Toen de Galerie Colette Allendy ongeveer 20 monochrome werken van Klein tentoonstelde, kwam Klein erachter dat het publiek de werken zag als abstracte interieurdecoratie. Dit was absoluut niet wat Klein wilde laten zien met zijn werken en hij besloot om met één kleur verder te gaan. Dit was de kleur van zijn eerste werk; de blauwe lucht van Nice. De oneindigheid die Klein zag in deze lucht, vond hij terug in het ultramarijn pigment. Rond 1956 ging Klein een samenwerking aan met de Franse verfmaker Edouard Adam om de diepte van het ultramarijnpigment te bewaren bij het mengen van het pigment en een medium.
Adam en Klein experimenteerden met het ultramarijnpigment en een speciaal fixatief, polyvinylacetaat, toen bekend als Rhodopas. Dat brak, in tegenstelling tot de gewone fixatieven, de glans (diepte) van de kleur niet af. Anders dan bij de gebruikelijke blauwe verf waarin de fixeervloeistof, het medium waarin de gekleurde deeltjes gevangenzitten, voor het oog een reflectie geeft die afbreuk doet aan het effect dat bij gemalen pigment sterker is (minder glanzend), heeft IKB met name op driedimensionale objecten voor het menselijk oog een korrelige of donzige verschijningsvorm. Er is absoluut geen sprake van weerschijn of glans. De met IKB beschilderde objecten lijken hierdoor bepoederd of zeer fijn gesinterd.
Hoewel er nooit een internationaal erkend patent is aangevraagd voor International Klein Blue, vroeg Klein wel een Soleau envelope aan bij het INPI. Deze envelop dient als bewijs van een uitvinding in Frankrijk. Het is uitsluitend om de datum van een uitvinding of idee vast te leggen en werkt dus niet zoals een patent.

## Werken
De eerste werken die Klein maakte met IKB waren monochrome schilderijen. 11 identieke schilderijen, allemaal gemaakt met IKB, werden tentoongesteld in de Galleria Appolinaire, Milaan, van 2 tot 12 januari, 1957. De naam van deze tentoonstelling was ‘Yves Klein : Proposte monocrome, epoca blu’, wat aangaf dat deze blauwe werken het begin waren van Kleins Blauwe periode; ‘Epoca Blu’.
Deze blauwe periode omvatte ook veel soorten werken van Klein naast de monochrome schilderijen. Één van de vormen waarin IKB was terug te vinden waren Kleins ‘spongereliefs’. Deze werken bestonden uit doeken met sponsen, geheel bedekt met IKB.
Ook bedekte Klein veel beelden met de kleur, Dit is te zien in de werken Blue Venus en de reliëfportretten van onder andere Claude Pascal en Arman.
Een andere heel belangrijke vorm van IKB was de performancekunst van Klein. In deze werken bedekte Klein modellen met IKB en instrueerde hij hen vervolgens om de verf met hun lichamen aan te brengen op doeken. Dit bracht veel verschillende werken op, sommige waarin de contouren van de lichamen erg duidelijk te zien zijn, en anderen die er abstract uitzien. 
Ook is IKB te bewonderen in het Musiktheater im Revier in Gelsenkirchen. Op twee muren heeft Klein hier enorme sponsreliëfs gemaakt met IKB, die ook nu nog steeds te zien zijn in het gebouw.

## In populaire cultuur
IKB was de kleur van het pak dat zanger Joost Klein droeg tijdens zijn optreden op het Eurovisiesongfestival 2024 met zijn nummer Europapa.